# Václav Svoboda (fotbalista)
Václav Svoboda (6. července 1920, Plzeň – 24. října 1977) byl český fotbalista, záložník, reprezentant Československa.

## Fotbalová kariéra
Hrál za Viktorii Plzeň. V československé lize nastoupil ve 174 utkáních a dal 8 gólů. Za československou reprezentaci odehrál 10. října 1948 v Basileji utkání se Švýcarskem, které skončilo 1–1. Ze reprezentační B-tým nastoupil v roce 1949 ve 3 utkáních. Finalista Českého poháru 1944.

## Ligová bilance
| Ročník                                     | Zápasy | Góly | Klub              |
| ------------------------------------------ | ------ | ---- | ----------------- |
| Národní liga 1943/44                       | -      | -    | SK Viktoria Plzeň |
| Státní liga 1947/48                        | -      | -    | SK Viktoria Plzeň |
| Státní liga 1948                           | -      | -    | Viktoria Plzeň    |
| Celostátní československé mistrovství 1949 | -      | -    | Sokol Škoda Plzeň |
| Celostátní československé mistrovství 1950 | -      | -    | Sokol Škoda Plzeň |
| Mistrovství československé republiky 1951  | -      | -    | Sokol Škoda Plzeň |
| Mistrovství československé republiky 1952  | -      | -    | Sokol ZVIL Plzeň  |
| CELKEM                                     | 174    | 8    |                   |